# Наращивание ресниц

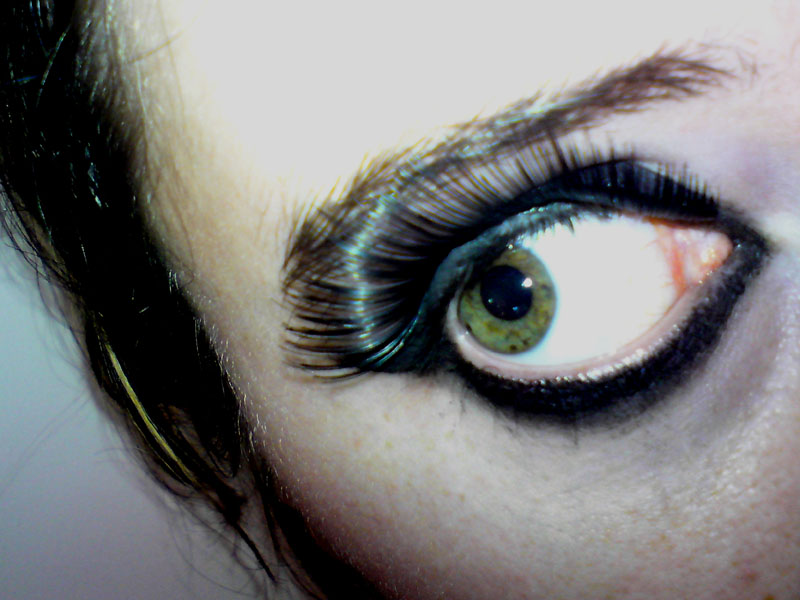
Наращивание ресниц

Нара́щивание ресни́ц — процесс удлинения и увеличения объема натуральных ресниц при помощи искусственных ресниц. Различают два вида наращивания ресниц: поресничное наращивание (японское наращивание ресниц) и пучковое наращивание.
Проводится в эстетических целях для придания взгляду большей «пышности» или некоей оригинальности, например «лисьего эффекта». Выполняется в салонах красоты; мастер, специализирующийся на такой процедуре, называется лэшмейкером (от англ. [eye]lash — ресница). Основную часть клиентов составляют женщины. Процедура безопасна, но при непрофессиональном исполнении возможны раздражения глаз, аналогичные имеющим место при конъюнктивите.

## Поресничное наращивание
Поресничное наращивание — процесс наращивания на одну натуральную ресницу одной и более ресниц, специальным клеем. Продолжительность носки зависит от множества факторов, которые включают в себя:
- Скорость обменных процессов в организме каждого человека.
- Качество выполненной процедуры. Для работы клеевой капли необходимо, чтобы соотношение влажности воздуха и температуры в помещении, где проводится процедура, было оптимальным.

- Уход за ресницами после наращивания. Постоянное механическое воздействие может поспособствовать отклеиванию искусственной ресницы от натуральной.

В среднем время носки составляет 4 недели, после чего требуется коррекция для восстановления первоначального объёма или снятие искусственных ресниц.
Услугу наращивания ресниц поресничным способом предоставляют салоны красоты. Для наращивания используют синтетические ресницы, изготовленные из искусственного моноволокна. Ресницы для наращивания различаются по длине, толщине, изгибу и цвету.
- Длина — расстояние от основания ресницы до её кончика, измеряется в миллиметрах от 4 мм до 21 мм.
- Толщина — диаметр основания ресницы, измеряется, как и длина в миллиметрах от 0,05 мм до 0,3 мм.
- Изгиб — термо-завиток ресниц, обозначается буквами: J, B, C, C+, D, CC. А также, недавно выпущены L и L+ — изгибы, которые имеют прямое основание и загнутый кончик.
- Цвет — чёрный, коричневый — основные; дополнительные — все цвета радуги, а также ресницы, сочетающие несколько цветов одновременно — используются для декорирования или создания fashion-образов.

Для наращивания используются два пинцета (прямой и изогнутый или два изогнутых), искусственные ресницы крепятся к натуральным с помощью специального клея. Количество клея, соединяющее искусственную ресницу с натуральной, должно быть оптимальным. Недопустимо, чтобы были видны излишки клея на ресницах, в то же время, количество клея должно быть достаточным для плотной склейки натуральной ресницы с искусственной.
С помощью наращивания можно исправить недостатки натуральных ресниц (редкие, светлые, прямые ресницы), визуально изменить разрез глаз и улучшить восприятие лица.
С 2015 года в качестве альтернативы наращиванию ресниц набирает популярность процедура ламинирования ресниц.

## Пучковое наращивание
Пучковаятехнология была разработана задолго до японской и заключается в наклеивании пучков к коже век. Такое наращивание имеет короткий срок носки (2—5 дня) и выполняется самостоятельно или визажистом.
Потребуется:
1. Пучки. В них собрано несколько щетинок, скрепленных у основания желобком. Они продаются в коробочке, где они приклеиваются к липкой ленте от меньше длины к большей;
2. Клей для накладных ресниц. Он имеет чёрный или прозрачный цвет;
3. Пинцет для бровей. Им удобно брать реснички и приклеивать их к веку. Пучки приклеиваются к верхнему веку, а не к родным ресничкам. Они держатся 2-5 дней и снимаются водой или жирным кремом.

## Виды наращивания ресниц
- Неполный объём — наращивание на внешние уголки глаз, либо наращивание через несколько своих ресниц — натуральный объём.
- Полный объём или классическое наращивание — наращивание на все верхние ресницы, за исключением «пушковых» ресниц, то есть самых маленьких, ослабленных ресниц, находящихся в стадии роста.
- Двойной объём или 2D наращивание — наращивание по 2 ресницы на каждую натуральную ресницу.
- Тройной объём или 3D наращивание — наращивание по 3 ресницы на каждую натуральную ресницу.